# Bathyraja abyssicola
Bathyraja abyssicola là một loài cá đuối trong họ Arhynchobatidae, được tìm thấy ở độ sâu 362 đến 2.906 m, thường trên sườn lục địa. Chúng phân bố ở ngoài khơi phía bắc Baja California xung quanh đảo Coronado và Cortes Bank, phía bắc đến biển Bering, và phía tây đến Nhật Bản..